# 大東門 (廣州)
大東門，又称正东门，是中國廣州在宋代至明、清時代的東大門，也是廣州老城八城門之一。現已拆除，但至今仍是廣州老城區一個地名。位置在今中山路、越秀路路口。路口以東，是古代的護城河東濠涌。
民國初年，廣州拆城修馬路，大東門被拆除。2002年，在中山路和越秀路交界的一個工地上，挖出了一處古城殘垣。經考究是大東門城牆遺址。2004年，市政府曾規劃在原址復建“大東門甕城”，重塑大東門形象。

## 交通
巴士：
- 大東門站

地鐵：
- 广州地铁1号线農講所站

## 外部連結
- .   [2008-01-31]. （原始内容存档于2008-06-18） （中文（繁體））.
- . 南方日報 （中文（简体））.[]